# ذنب‌الاسد
ذنب‌الاسد (نام‌های دیگر قنب‌الاسد، اَبدُم و بتا شیر) (به انگلیسی: Denebola) دومین ستاره پرنور صورت فلکی شیر است. ذنب‌الاسد یک ستاره از رده است که در حدود ۳۶ سال نوری با زمین فاصله دارد و حدوداً ۱۲ بار درخشان‌تر از خورشید است.